# Johan Åbyholm
Johan Åbyholm, né en 1963, est un joueur de squash représentant la Norvège. Il est champion de Norvège à 7 reprises de 1981 à 1988. 
Avec son frère Andreas Åbyholm et sa sœur Astrid Åbyholm également joueurs de squash et champions de Norvège, il dominent les années 1980.

## Palmarès

### Titres
- Championnats de Norvège: 7 titres (1981-1984, 1986-1988)

### Finales
- Championnats de Norvège: 1985